# SN 2007jw
SN 2007jw – supernowa typu Ia odkryta 14 września 2007 roku w galaktyce A020232-0105. W momencie odkrycia miała maksymalną jasność 21,60m.